# 완료형
완료형(perfect)은 (약어: PERF 또는 PRF) 동사 (품사)의 형태로, 현재 고려 중인 시간보다 이전에 발생한 동작이나 상황을 나타내며, 종종 발생 자체보다는 그 결과 상태에 초점을 맞춘다. 완료형 구문의 예는 "나는 저녁 식사를 만들었다(I have made dinner)"이다. 이것은 이전 동작(화자가 저녁 식사를 만든 것)에 대한 정보를 제공하지만, 그 동작의 현재 결과(저녁 식사가 이제 준비되었다는 사실)에 초점이 맞춰질 가능성이 높다. 이 맥락에서 "완료(perfect)"라는 단어는 "완성된(completed)"을 의미한다(라틴어 perficere "완성하다"의 완료 수동 분사 (언어학)인 perfectum에서 유래).
전통적인 라틴어 및 고대 그리스어 문법에서 완료 시제는 특정 활용된 동사 형태이다. 현대의 분석은 이 언어들의 완료 구문을 문법적 시제(시간 참조와 같은)와 문법상의 요소를 결합한 것으로 본다. 그리스어 완료 시제는 아오리스트 및 불완료 시제와 대조되며, 현재 결과가 있는 완료된 사건을 구체적으로 나타낸다. 따라서 그 의미는 영어 구문 "have/has (done something)"과 유사하다. 라틴어 완료 시제는 불완료 시제(과거의 불완전한 동작이나 상태에 사용됨)와만 대조되며, 따라서 "have/has done something"과 "did something" (과거 시제 사용) 모두를 의미하는 데 사용된다. 다른 관련 형태는 과거 참조 시간 이전에 발생한 사건을 나타내는 과거완료와 미래 참조 시간 이전에 발생한 사건을 나타내는 미래완료이다.
일부 현대 언어, 특히 영어의 문법에서 완료는 시제와 독립적인 상(aspect)으로 분석될 수 있다. 전통적으로 단순히 완료라고 불리는 형태("I have done")는 현재완료라고 불리며, 전통적으로 과거완료라고 불리는 형태("I had done")는 과거완료라고 불린다. (미래완료, 조건 완료 등 추가적인 형태도 있다.) 영어에서 완료를 형성하는 방식은 조동사 (have)와 주 동사의 과거 분사를 함께 사용하는 것인데, 이는 다른 여러 현대 유럽 언어에서도 유사하다.
완료는 glossing abbreviation PERF 또는 PRF로 표시될 수 있다. 이는 동작을 단일한(그러나 반드시 이전의 것은 아닌) 사건으로 보는 완료상(PFV)과 혼동해서는 안 된다. 완료상과의 혼동을 피하기 위해 완료는 때때로 회상적(RET)이라고 불리기도 한다.

## 문법상으로서의 완료
일부 분석에서 완료는 문법상 중 하나로 식별된다. 완료상에서 언급되는 사건은 참조 시점에 이미 완료된 것으로 간주된다. 이는 내부 구조 없이 단일 사건으로 상황을 표시하며, 완료상이 그러하듯이 이전 발생이나 현재 관련성을 암시하지 않는 완료상과 혼동해서는 안 된다. 완료는 또한 미래 사건의 현재 관련성 또는 예상을 인코딩하는 예상상과도 대조된다. 완료가 언어 간에 비교적 균일한 범주인 반면, 경험상 및 결과상과의 관계는 복잡하다. 후자의 두 가지는 단순히 완료의 제한된 경우가 아니다.
완료는 다른 문법상과 반드시 양립할 수 없는 것은 아니다. 예를 들어 영어에서는 사건이 일시적이고 진행 중인 것으로 간주되는 진행상과 결합될 수 있다. 현재완료 진행형 "I have been working"과 같은 형태는 두 상에 의해 표현되는 의미를 결합한다. 즉, 내 작업이 진행 중인 과정이지만, 이제 완료되었다는 것을 본다(또는 "I have been working for two hours"에서 그 과정의 완료된 부분에 초점을 제한한다).
완료가 상으로 간주된다면, 전통적으로 단순히 "완료"라고 불리는 동사 형태(그리스어 또는 적절한 문맥에서 라틴어와 같이)는 사실 완료상을 현재 시제와 결합한다(사건이 화자 시점 이전에 발생했다). 과거완료 및 미래완료 형태는 각각 완료상을 과거 및 미래 시제와 결합한다. 이러한 분석은 현재완료, 과거완료, 미래완료(및 조건 완료와 같은 다른 구문)를 참조하는 현대 영어 문법에서 일반적으로 사용되는 용어에 더 명시적으로 반영되어 있다.
그러나 "완료" 동사 형태의 모든 사용이 반드시 이 "완료상"을 표현하는 것은 아니다. 때로는 단순히 과거 시제의 표현, 즉 과거 시제로 사용되기도 한다. 이는 라틴어 완료의 일부 사용과 현대 독일어 완료에도 적용된다.

## 유형
영어에서는 완료상의 여러 용법이 인정되고 있다.
- 결과 완료 (과거의 사건의 결과 또는 종점인 현재의 상태를 나타냄):

"나는 만년필을 잃어버렸다(I have lost my pen-knife)" (메시지: 나는 여전히 그것을 가지고 있지 않다)
- 계속 완료 (과거 상황이 현재까지 계속됨):

"나는 항상 그를 지도해왔다(I have always guided him)"
- 선행 완료 (완료된 과거 상황이지만 현재와 관련이 있음):

"비가 왔다(It has rained)" (함의: 지금 거리가 젖어 있다)
- 경험 완료 (주어진 상황이 현재까지의 기간 동안 적어도 한 번 발생했음을 나타냄):

"빌은 미국에 가본 적이 있다(Bill has been to America)"
"나는 그 영화를 지금까지 세 번 봤다(I have seen that film three times now)"
- 전체 완료 (주어진 상황이 현재까지의 기간 동안 계속 진행되고 있었음을 나타냄):

"완료형의 의미는 200년 동안 논쟁되어왔다(The meaning of the Perfect has been debated for 200 years)"
다른 언어에서는 다른 용법의 완료형이 발견된다.
- 현재 상태의 완료 (최근에 일어난 일의 결과로 현재 상황이 유지됨을 나타냄):[8]

(스와힐리어) A-me-choka '그는 피곤하다' (직역: '그는 피곤해졌다')
(스와힐리어) A-me-simama '그는 서 있다' (직역: '그는 일어섰다'). 이것은 결과 완료와 동일하다고 볼 수 있다.
- 매우 최근 과거의 완료:

(알리칸테 스페인어) Yo estaba andando en el bosque. De pronto he pisado una culebra. Me ha mordido en la pierna. '(한 시간 전에) 나는 숲에서 걷고 있었다. 갑자기 나는 뱀을 밟았다. 그것이 내 다리를 물었다.' (직역: '나는 뱀을 밟았다... 그것이 나를 물었다').
- 증거적 또는 추론적 완료 (이용 가능한 증거 때문에 어떤 일이 일어났음에 틀림없다는 진술):

(스웨덴어) Tjuven har kommit in genom det här fönstret '도둑이 분명히 이 창문을 통해 들어왔다' (문자 그대로, '들어왔다')
- 보고 완료 (화자가 들었지만 직접 목격하지 않은 사건을 언급). 이는 터키어, 페르시아어, 조지아어, 불가리아어와 같은 언어에서 흔하다.[12]

(터키어) Hasta-y-mış-ım '그들은 내가 아팠다고/아프다고 말한다' (문자 그대로, '나는 아팠었다')

## 불연속 과거
일부 언어에서는 완료형과 정확히 반대되는 함의를 가진 시제 유형이 주목되었다. 이러한 유형의 시제를 불연속 과거라고 한다. 따라서 "나는 책을 탁자 위에 놓았다(I have put the book on the table)"와 같은 문장이 여전히 탁자 위에 있다는 것을 암시한다면, 이 언어에서 불연속 과거 문장 "나는 책을 탁자 위에 놓았다(I put the book on the table)"는 그 책이 더 이상 탁자 위에 없다는 것을 암시할 것이다.

## 조동사와의 구성
많은 현대 유럽 언어들은 주 동사의 과거 분사와 결합된 조동사로 형성되는 유사한 유형의 완료(또는 완료와 유사한) 구문을 나타낸다. 조동사는 have를 의미하는 동사(영어의 I have won과 같이) 또는 be를 의미하는 동사(프랑스어의 je suis arrivé(e), "나는 도착했다(I (have) arrived)", 문자 그대로 "나는 도착된 상태이다(I am arrived)"와 같이)일 수 있다.
have-완료는 have를 의미하는 동사가 소유를 나타내고 과거 분사가 목적어를 수식하는 형용사였던 구문에서 발전했다. 예를 들어 I have the work done와 같다. 이것은 재분석되어, 목적어가 주 동사의 목적어가 되고, 분사가 have 동사의 의존 성분이 되어 I have done the work와 같이 되었다. 이 구문은 그 후 자동사와도 함께 사용될 수 있도록 일반화되었다. 원래 해석의 잔재는 일부 언어에서 목적어의 성과 수에 일치하도록 분사에 굴절이 붙는 형태로 남아 있다.
be-완료는 유사하게 발전했는데, be를 의미하는 동사가 일반적인 계합사였고 분사가 주어의 결과상 상태를 표현했던 구문에서 발전했다. 따라서 주로 주어의 상태나 위치 변화를 나타내는 동사와 함께 사용되며, 일부 언어에서는 분사가 주어의 성과 수에 일치하도록 굴절된다.
이러한 구문을 사용하는 언어는 일반적으로 조동사를 굴절시켜 완료상에 대한 다른 동사 형태를 생성할 수 있다. 과거완료 또는 과거 완료는 과거 시제 조동사로 생성되고, 미래완료는 미래 시제 조동사로 생성되는 식이다. 여기에는 비정형 형태인 완료 부정사도 포함된다. (더 많은 가능한 형태와 예시는 아래의 § 영어에 있다.)
현재 시제 조동사가 있는 기본 (현재) 완료 형태는 영어에서와 같이 완료상의 의미를 특별히 가질 수 있지만, 일부 언어에서는 프랑스어와 독일어에서와 같이 과거 시제(또는 과거 시제)로 더 일반적으로 사용된다.
다양한 언어에서 조동사의 사용과 구문의 의미는 아래에 설명되어 있다.
- 영어는 have를 조동사로 사용한다. 일부 자동사와 함께 be를 사용하는 것(예: I am come; he is gone)은 고풍스럽다. 자세한 내용은 아래의 § 영어 섹션을 참조하라.
- 독일어는 대부분의 동사에 대해 haben ("가지다")을 조동사로 사용하고, 계합사 (논리학) sein 자체를 포함한 일부 자동사에는 sein ("이다")을 사용한다. 독일어의 "현재완료" 구문은 Perfekt (완료)라고 불리며, 대부분의 동사에서 구어체 및 방언에서 일반적인 과거 시제이다. 자세한 내용은 독일어 동사를 참조하라. 다른 게르만어파 언어들도 스웨덴어의 perfekt 및 네덜란드어의 perfectum (복합 과거)와 유사한 구문을 가지고 있다.
- 프랑스어는 대부분의 동사에 대해 avoir ("가지다")을 조동사로 사용하지만, 재귀 동사 및 특정 수의 자동사와 함께 être ("이다")을 사용한다. 과거 분사는 être이 사용될 때 주어의 성과 수에 일치하도록 굴절되며, avoir이 사용될 때 직접 목적어가 동사 앞에 오는 경우에만(일반적으로 대명사와 일부 관계절 및 의문절에서 그러하다) 직접 목적어에 일치하도록 굴절된다. 현재 조동사와 과거 분사 형태를 사용하는 복합 시제는 passé composé (복합 과거)라고 불리며 이제 영어의 단순 과거에 해당한다. (20세기에는 구어체 및 저널리즘 글쓰기에서 프랑스어 단순 과거를 대체하여 독특한 상적 특성을 잃었다.) 자세한 내용은 passé composé를 참조하라.
- 이탈리아어는 avere ("가지다")와 essere ("이다")를 조동사로 사용하며, 프랑스어의 avoir와 être과 거의 같은 방식으로 분포한다. 분사는 essere이 사용될 때 주어에 일치하며, avere이 사용될 때 선행하는 대명사 직접 목적어에 일치한다. 현재 완료는 영어가 단순 과거를 사용하는 완료된 사건에도 자주 사용된다. 자세한 내용은 이탈리아어 문법을 참조하라.
- 스페인어는 모든 동사에 대해 haber ("가지다")을 조동사로 사용한다. "현재완료" 형태는 pretérito perfecto라고 불리며 영어 현재완료와 유사하게 사용된다. ser ("이다")가 현대 프랑스어 및 이탈리아어와 유사한 의미로 조동사로 사용되었지만, 이 용법은 18세기까지 사라졌다.[17] 스페인어 동사를 참조하라.

켈트어파 언어들(콘월어와 브르타뉴어 제외)은 "후에"를 의미하는 단어가 동명사와 함께 사용되는 다소 다른 유형의 완료형 구문을 가지고 있다. 이는 웨일스어 문법과 아일랜드어 활용에서 설명된다. 이러한 구문에 비유하여 "I'm after eating"("나는 먹었다"를 의미)과 같은 형태의 문장이 아일랜드 영어에서 사용된다. 중세 콘월어와 중세 브르타뉴어는 과거 시제와 함께 완료형 입자 re를 사용하여 현재 완료형의 의미를 표현했지만, 이는 현대 언어에서는 대부분 사용되지 않고 동사 "to be" 또는 "to have"와 과거 분사를 사용하는 우회적인 형태로 대체되었다.

## 특정 언어에서

### 인도유럽조어
인도유럽조어 (PIE) 재구에서 전통적으로 "완료"라고 불려온 동사 형태는 사실 상태상 (현재의 존재 상태)을 의미했다. 이 이름은 그리스어 또는 라틴어 완료 시제와의 유사성을 바탕으로 부여되었으며, 이 형태의 상태적 본질이 완전히 인식되기 전이었다. 그 형성의 자세한 내용은 인도유럽조어 동사를 참조하라.

### 고대 그리스어
고대 그리스어 완료형은 PIE 완료(상태)형에서 발전했다. 두 경우 모두 어간은 일반적으로 첩어로 형성된다. 그러나 그리스어에서는 영구적인 결과를 가진 동작을 나타내는 진정한 "완료" 의미를 띠게 되었다. 동작의 효과는 결과 상태에서 나타나며, 이 상태는 주어 또는 목적어에 속할 수 있다. 따라서 그 의미는 영어 현재완료와 유사하지만, 그리스어 완료의 사용은 영어보다 다소 좁다. 그리스어는 또한 과거완료와 (복합) 미래완료를 가지고 있지만, 그 사용은 드물다.
고대 그리스어에서 과거 상황을 나타내는 데 사용된 다른 동사 형태는 단순히 과거 사건을 보고하는 데 사용된 아오리스트 (예: 서술에서)와 불완료였다.
그리스어 완료의 형성 및 사용에 대한 자세한 내용은 고대 그리스어 동사를 참조하라 (또한 고대 그리스어 문법 § 서법 및 시제의 의존성 참조). 현대 그리스어에서 발견되는 (복합) 완료형에 대해서는 현대 그리스어 동사를 참조하라.

### 라틴어
라틴어에서는 PIE 아오리스트가 완료형과 합쳐졌다. 결과적으로 라틴어 완료 시제는 진정한 완료형(예: 나는 했다)과 단순히 과거 사건을 보고하는 단순 과거 시제 (나는 했다) 둘 다로 기능한다. 이는 미완료된 과거 동작이나 상태를 나타내는 불완료와 대조된다.
라틴어는 또한 과거완료 및 미래완료 형태를 가지고 있다. 이 모든 형태가 어떻게 만들어지는지에 대한 자세한 내용은 라틴어 활용을 참조하라.

### 영어
영어 완료형은 영어 조동사 have의 형태와 주 동사의 과거 분사와 함께 만들어진다. 조동사는 시제와 서법에 따라 굴절되며, 비정형 형태(부정사, 분사 또는 동명사)로도 나타날 수 있으므로, 완료 문법상을 다른 동사 속성과 결합하는 여러 구문이 생성된다.
- I have eaten; he has eaten (현재완료, 일반적으로 현재 시점 이전에 발생한 일을 나타낸다.)
- I had eaten (과거완료, 과거의 특정 시점 이전에 발생한 일)
- I will have eaten (미래완료, 미래의 특정 시점 이전에 발생할 일)
- I would have eaten (조건 완료, 가상의 과거 상황에서 발생한 것으로 간주되는 일)
- Have [your dinner] eaten (완료 명령형)
- ...that he have eaten... (현재완료 가정법, 드물게 사용되는 형태; 영어 가정법 참조)
- (to) have eaten (완료 부정사)
- having eaten (완료 동명사 또는 분사)

완료형은 영어에서 표시되는 다른 상인 진행상과도 결합될 수 있다. 완료 진행형 구문에서 완료형 조동사(have의 한 형태) 뒤에 과거 분사 been (진행형 조동사 be에서 유래)이 오고, 그 뒤에 주 동사의 현재 분사가 온다. 이전과 마찬가지로 완료형 조동사는 다양한 시제, 서법 및 비정형 형태로 나타날 수 있다.
- I have been eating; he has been eating (현재완료 진행형)
- I had been eating (과거완료 진행형)
- 등.

완료상(또는 완료 진행형)은 영어 수동태 표지와도 결합될 수 있다. 완료 수동태 형태는 주 동사의 분사를 be의 해당하는 분사 뒤에 주 동사의 과거 분사를 사용하여 구성할 수 있다: it has been eaten; it will have been eaten; it has been being eaten. 마지막 예와 같은 완료 진행형 수동태는 조동사 be의 연속적인 두 개의 분사를 포함하며, 이러한 구문은 거의 사용되지 않는다.
현재완료의 함의(현재 시점 이전에 어떤 일이 발생했다는 것)는 단순 과거의 함의와 유사하다. 단순 과거는 일반적으로 사건이 특정 과거 시간 프레임을 가질 때 사용된다. 명시적으로 언급될 때(나는 1995년에 책을 썼다. 물이 1분 전에 끓었다.) 또는 문맥상 암시될 때(예: 일련의 사건을 서술할 때). 반면에 현재완료는 가정한 시간 프레임이 현재 시점까지 지속될 때 사용된다: 나는 두 권의 소설을 썼다(내 평생 동안; 나는 아직 살아 있다). 너는 오늘 아침에 아무 일도 하지 않았다(아직 아침이다). 종종 동작보다는 결과에 주의를 환기시키는 데 사용된다: 나는 나무집을 지었다(짓는 시간은 중요하지 않다. 초점은 결과, 즉 나무집의 현재 존재에 있다).
완료 진행형 형태는 주로 참조 시점까지(또는 거의까지) 계속되는 동작을 나타내는 데 사용되며, 다시 그 결과(우리는 뛰고 있었기 때문에 피곤했다) 또는 그 지속 시간(우리는 10시간/7시부터 일해왔다)에 중점을 둔다. 중단된 활동을 표현할 수도 있다(그녀가 나에게 이야기하러 왔을 때 나는 소설을 쓰고 있었다).
완료 부정사(대부분의 경우 to 없음)는 조동사 뒤에 다양한 의미로 사용될 수 있으며, 주로 과거 사건과 관련된 양태성을 표현한다. 즉, 너는 그것을 했어야 했다; 그녀는 그것을 봤을 수도 있다. would (그리고 때로는 should와 could)와 함께, 그것은 반사실 과거 조건부(조건 완료)를 형성한다. 예를 들어 그녀가 노력했다면 그것을 했을 것이다/할 수 있었을 것이다. (이러한 동사 형태는 실제로 완료상에 속하지 않는다고 간주될 수도 있다.) 이러한 구문에 대한 자세한 내용은 영어 조동사 (특히 개별 조동사 섹션)를 참조하라.
영어의 다양한 완료형 구문 사용에 대한 자세한 내용은 영어 동사 형태의 사용을 참조하라.

## 같이 보기
- 미래시제
- 예언적 완료 시제
- 상대적 및 절대적 시제